# Dannike
Dannike is een plaats in de gemeente Borås in het landschap Västergötland en de provincie Västra Götalands län in Zweden. De plaats heeft 377 inwoners (2005) en een oppervlakte van 41 hectare.